# Moab (Utah)
Pour les articles homonymes, voir Moab.
Moab est une ville américaine située dans le comté de Grand, dans l’Utah. C’est le siège du comté et la plus grande ville du sud-est de l’État, avec 5 046 habitants lors du recensement de 2010, estimée à 5 253 habitants en 2017.

## Histoire
Le nom de la ville semble être d’origine biblique, bien qu’un croisement avec un mot amérindien ne soit pas à exclure. Au XIXe siècle, l’endroit servait de gué pour le franchissement de la rivière Colorado et le restera jusqu’à l’arrivée du train, en 1883. En 1855, des mormons tentent d’y établir un fort, nommé Elk Mountain Mission, pour commercer avec les candidats à la traversée. À la suite des attaques qu’ils subissent de la part des Amérindiens, ils abandonnent le lieu. En 1878, un autre groupe de mormons s’installe définitivement.

## Démographie
| Groupe            | Moab | Utah | États-Unis |
| ----------------- | ---- | ---- | ---------- |
| Blancs            | 85,3 | 86,1 | 72,4       |
| Autres            | 5,6  | 6,9  | 6,4        |
| Amérindiens       | 5,9  | 1,2  | 0,9        |
| Métis             | 1,9  | 2,7  | 2,9        |
| Asiatiques        | 0,9  | 2,0  | 4,8        |
| Afro-Américains   | 0,4  | 1,1  | 12,6       |
| Total             | 100  | 100  | 100        |
|                   |      |      |            |
| Latino-Américains | 12,8 | 13,0 | 16,7       |

Selon l'American Community Survey pour la période 2010-2014, 89,12 % de la population âgée de plus de 5 ans déclare parler l'anglais à la maison, 4,96 % déclare parler l'espagnol, 3,58 % le navajo, 1,18 % le coréen et 1,16 % une autre langue.

## Ressources naturelles
Lors des premières années après la fondation de la ville, l’agriculture est la principale ressource des habitants. Mais des mines d'’uranium et de vanadium sont découvertes dans les années 1910. La potasse (à ciel ouvert) et le manganèse vont suivre, puis le pétrole et le gaz. Moab devient vite une cité minière.

## Cinéma
Les films suivants ont été tournés près de Moab : Rio Grande (1950), L'Homme aux colts d'or (1958), Les Comancheros (1961), Indiana Jones et la Dernière Croisade (1988), Thelma et Louise (1990), The Sunchaser (1996), Mission impossible 2 (2000), 127 heures (2011) et Transformers: L'Âge De L'Extinction (2014) la course-poursuite de vaisseaux dans Star Wars, épisode I : La Menace fantôme (1999) est un montage numérique des environs de Moab. Plusieurs publicités y ont également été tournées.
La série Westworld (2016) y a été tournée.

## Tourisme
La proximité des parcs nationaux des Canyonlands et des Arches attire de nombreux touristes, qui connaissent aussi les lieux grâce aux films y ayant été tournés. Moab est également l'un des hauts lieux du VTT aux États-Unis en raison des étendues désertiques et rocailleuses que l’on y trouve.

## Transports
Moab possède un aéroport (Canyonlands Field, code AITA : CNY, code OACI : KCNY).

## Galerie photographique

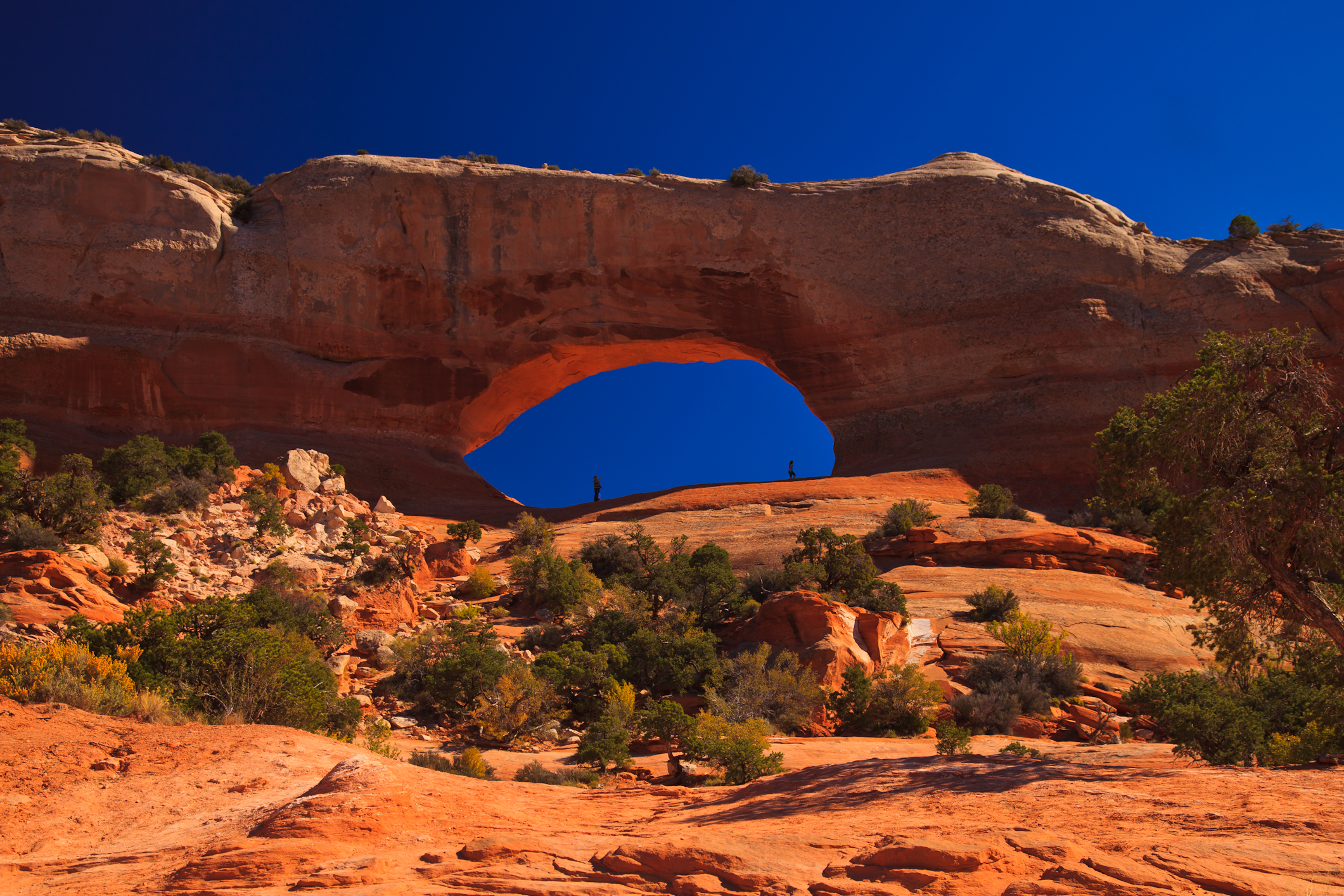
Wilson Arch, près de Moab.
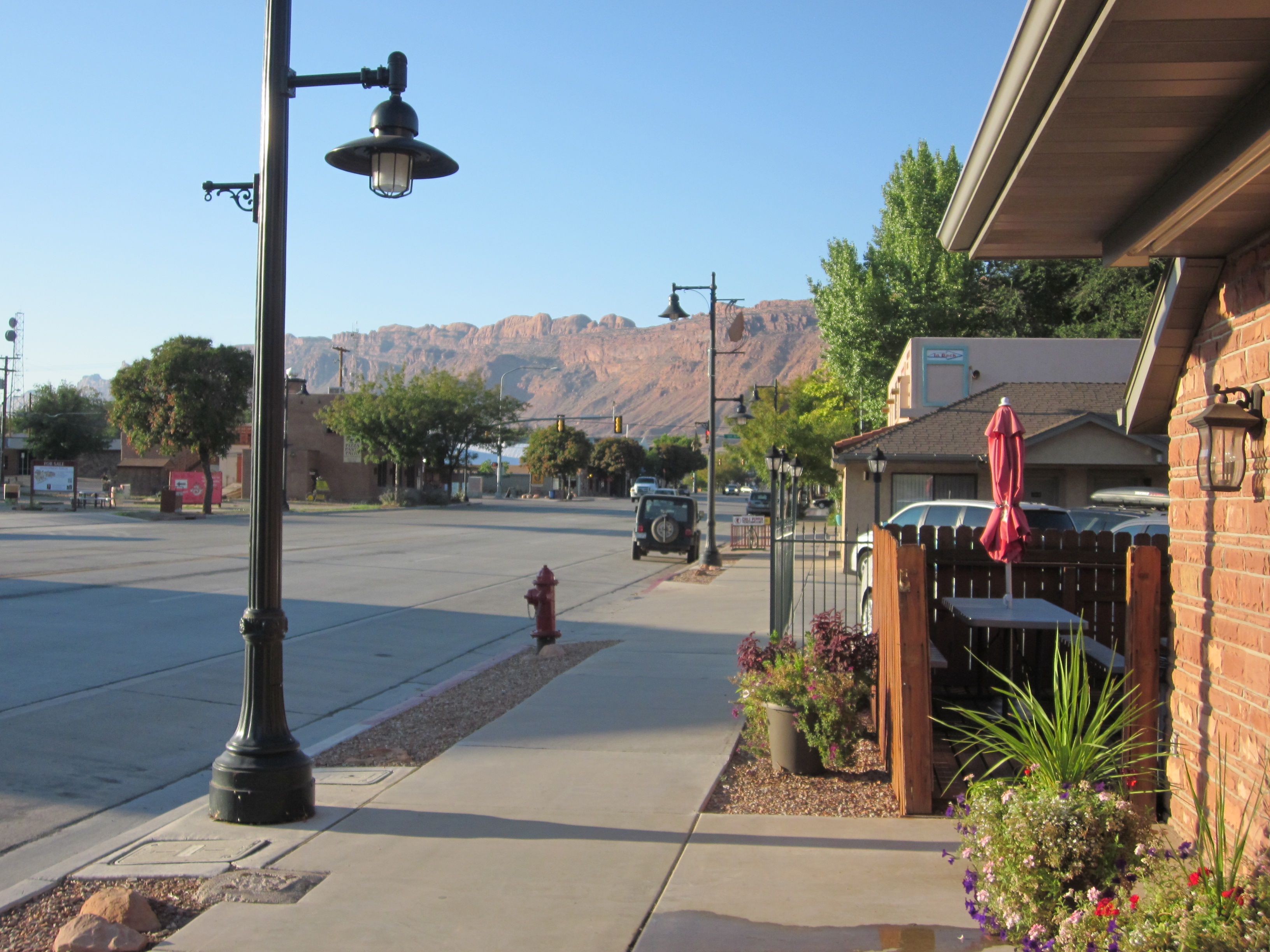
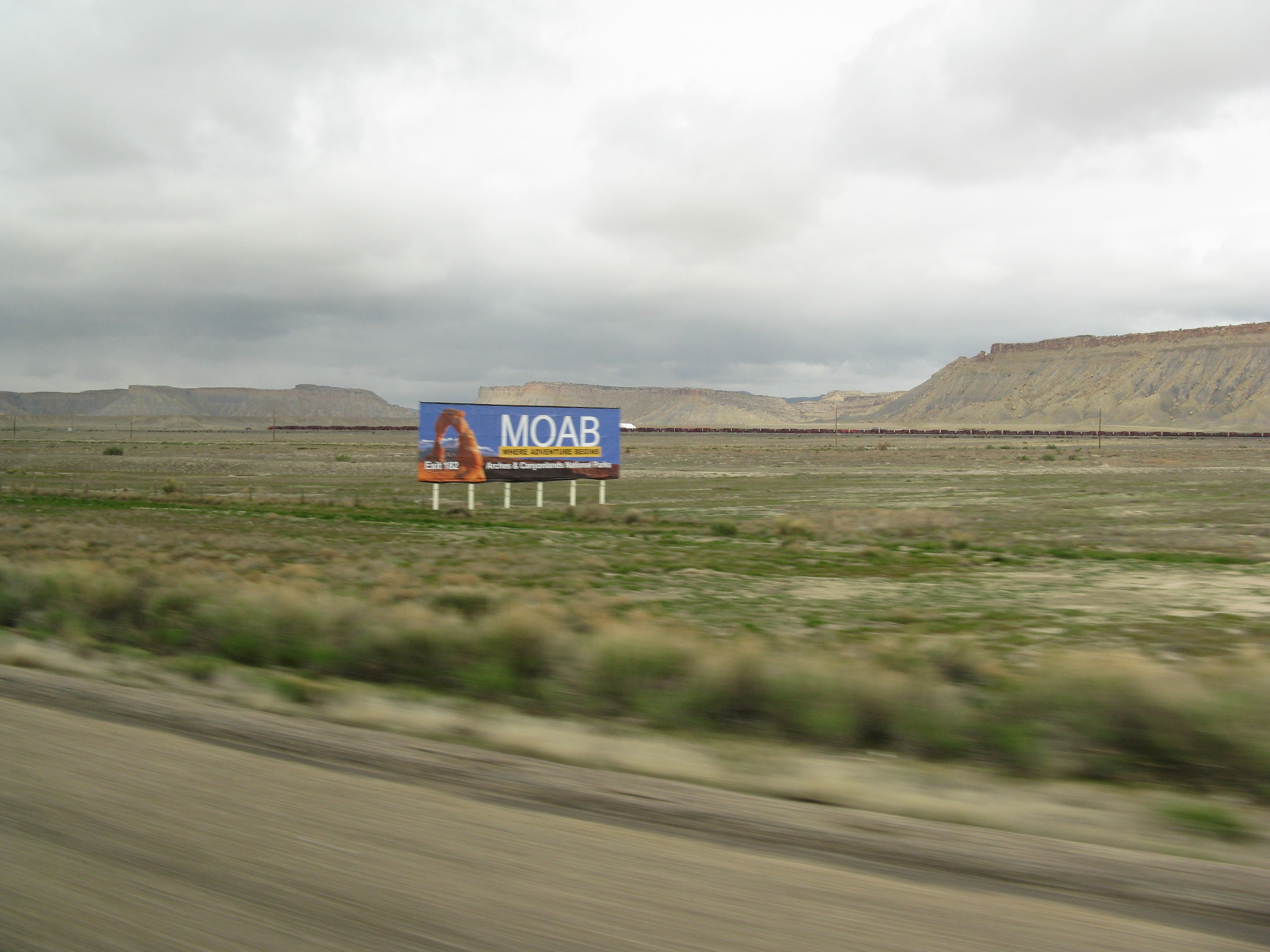
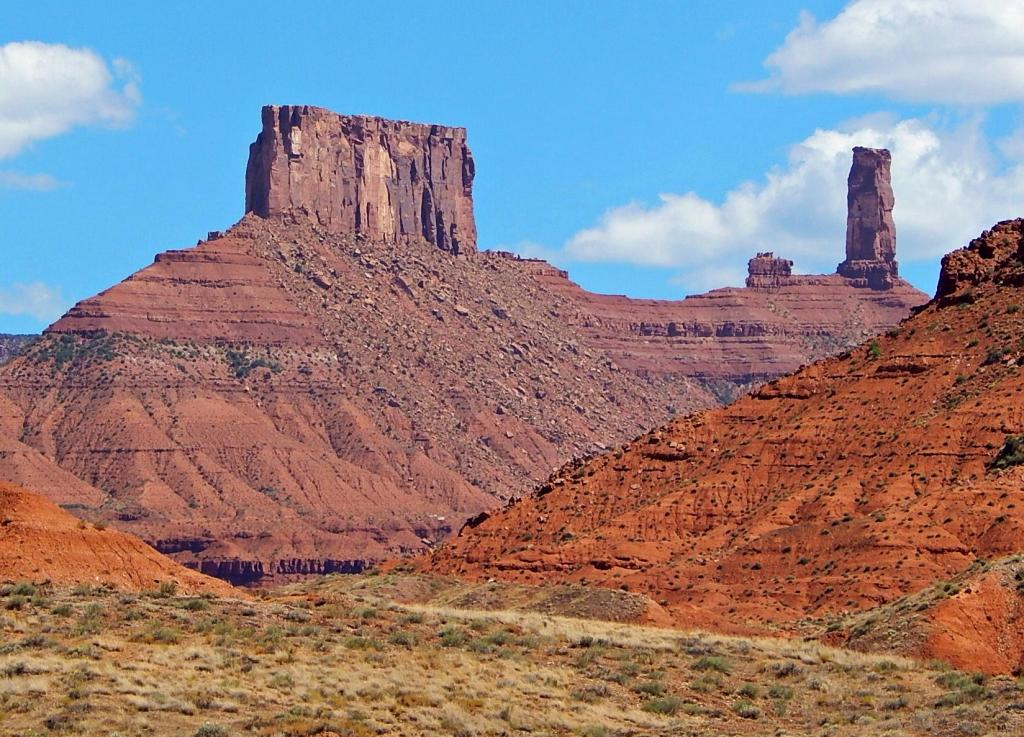
The Rectory (à g.) et Castleton Tower, près de Moab.

## Source
- (en) Cet article est partiellement ou en totalité issu de l’article de Wikipédia en anglais intitulé « Moab, Utah » (voir la liste des auteurs).

1. ↑  (en) « Moab, UT Population - Census 2010 and 2000 », sur censusviewer.com.
2. ↑  (en) « Population of Utah - Census 2010 and 2000 », sur censusviewer.com.
3. ↑  (en) « Language spoken at home by ability to speak english for the population 5 years and over. Universe: Population 5 years and over. 2010-2014 American Community Survey 5-Year Estimates », sur factfinder.census.gov.
4. ↑  Le 6 juillet 1952, Charles Steen (en) découvrit un important dépôt d'uranium au sud-est de Moab. Cette trouvaille déclencha une véritable ruée vers l'uranium.